# Mitropísi
Mitropísi (Mitropisi) är en ort i Grekland.   Den ligger i prefekturen Nomarchía Anatolikís Attikís och regionen Attika, i den sydöstra delen av landet, 30 km sydost om huvudstaden Aten. Mitropísi ligger 256 meter över havet och antalet invånare är 165.
Terrängen runt Mitropísi är huvudsakligen kuperad, men åt sydväst är den platt.  Närmaste större samhälle är Koropí, 18,3 km nordväst om Mitropísi. 